# Vláda Alexandra Schallenberga
Vláda Alexandra Schallenberga byla vláda Rakouské republiky úřadující mezi říjnem a prosincem 2021. V jejím čele stál spolkový kancléř Alexander Schallenberg. Prezident republiky Alexander Van der Bellen ji jmenoval po rezignaci kancléře Sebastiana Kurze kvůli podezření z korupce a úplatkářství. Sám Kurz navrhl koaliční straně Zeleným za svého nástupce dosavadního ministra zahraničí Alexandra Schallenberga. Shoda na jeho jméně vzešla z jednání Schallenberga, vicekancléře Wernera Koglera a prezidenta Van der Bellena. Schallenberg složil slib společně s novým ministrem zahraničí Michalem Linhartem, který byl do svého jmenování rakouským velvyslancem ve Francii, ostatní ministři působili již v předchozím kabinetu a tudíž slib neskládali.

## Seznam členů vlády
| Úřad                                                           | Člen vlády              | Subjekt       | Nástup do úřadu | Odchod z úřadu            |
| -------------------------------------------------------------- | ----------------------- | ------------- | --------------- | ------------------------- |
| Kancléř                                                        | Alexander Schallenberg  | ÖVP           | 11. října 2021  | 6. prosince 2021          |
| Vicekancléř, ministr pro umění, kulturu, státní správu a sport | Werner Kogler           | Zelení        | 7. ledna 2020   | pokračování v další vládě |
| Ministr zahraničí                                              | Michael Linhart         | nestr. za ÖVP | 11. října 2021  | 6. prosince 2021          |
| Ministr sociálních věcí, zdravotnictví a ochrany spotřebitele  | Wolfgang Mückstein      | Zelení        | 19. dubna 2021  | pokračování v další vládě |
| Ministr školství, vědy a výzkumu                               | Heinz Faßmann           | nestr. za ÖVP | 7. ledna 2020   | pokračování v další vládě |
| Ministryně pro digitalizaci a podnikatelské prostředí          | Margarete Schramböcková | ÖVP           | 7. ledna 2020   | pokračování v další vládě |
| Ministr financí                                                | Gernot Blümel           | ÖVP           | 7. ledna 2020   | 6. prosince 2021          |
| Ministr vnitra                                                 | Karl Nehammer           | ÖVP           | 7. ledna 2020   | 6. prosince 2021          |
| Ministryně obrany                                              | Klaudia Tannerová       | ÖVP           | 7. ledna 2020   | pokračování v další vládě |
| Ministryně zemědělství                                         | Elisabeth Köstingerová  | ÖVP           | 7. ledna 2020   | pokračování v další vládě |
| Ministryně spravedlnosti                                       | Alma Zadićová           | Zelení        | 7. ledna 2020   | pokračování v další vládě |
| Ministryně dopravy a životního prostředí                       | Leonore Gewesslerová    | Zelení        | 7. ledna 2020   | pokračování v další vládě |
| Ministr práce                                                  | Martin Kocher           | nestr. za ÖVP | 11. ledna 2021  | pokračování v další vládě |
| Kancléřská ministryně pro integraci a ženy                     | Susanne Raabová         | ÖVP           | 7. ledna 2020   | pokračování v další vládě |
| Kancléřská ministryně pro Evropu                               | Karoline Edtstadlerová  | ÖVP           | 7. ledna 2020   | pokračování v další vládě |